# Guido van Ventadour
Guido van Ventadour († 1352) was een bisschop in Frankrijk en de Nederlanden.
Tussen 1342 en 1349 was Guido bisschop van Kamerijk. Hij trof een bisdom in crisis aan omdat veel van de priesters in het bisdom zich niet hielden aan de verplichting om te resideren in hun parochie. Ze lieten zich vervangen door zogenaamde deservitors, die vaak slecht opgeleid waren. Daarom vaardigde Guido in 1345 een statuut uit dat deze deservitors verplichtte zich te presenteren aan de bisschop op straffe van excommunicatie. Ook mocht van de residentieplicht enkel worden afgeweken mits bisschoppelijke toelating. In 1349 werd Guido overgeplaatst naar het bisdom Vabres en al snel werden zijn maatregelen teruggedraaid door het domkapittel van Kamerijk. Guido bleef bisschop van Vabres tot zijn dood in 1352.